# Košátecký potok
Košátecký potok je pravostranný přítok řeky Labe, potok v okresech Mladá Boleslav a Mělník ve Středočeském kraji. Délka toku činí 43 km. Plocha povodí měří 219,16 km². Jelikož se ale horní tok změnil, jsou uvedené údaje pouze orientační. 

## Průběh toku
Potok dříve pramenil, resp. odtékal ze soustavy rybníčků ve městě Mšeno na okraji CHKO Kokořínsko ve výšce 333 m n. m.. Ale již dlouho se koryto potoka od pramene zaplňuje pouze při jarním tání, nebo při velkých deštích. Mezi obcemi Boreč a Velké Všelisy je koryto celoročně bažinaté. Voda se v korytě objevuje až zhruba v polovině celého toku - v okolí Kropáčovy Vrutice, kde jsou silné vedlejší prameny, které ještě před napojením na hlavní tok napájejí tři vodní nádrže. Od Mšena vede hluboké neckovité údolí se zalesněnými svahy, po Velké Všelisy místy se skalními terasami. Za Nemyslovicemi se údolí pomalu rozšiřuje a zalesnění je přerušováno. Za Byšicemi nabírá potok své jediné dva větší přítoky trvalého charakteru, Jelenický potok a Tišický potok. Košátecký potok se u Neratovic vlévá do Labe.

## Vodní režim
Průměrný průtok u ústí činí 0,7 m³/s.

### Větší přítoky
- levé – Střížovický potok, Tišický potok
- pravé – Jelenický potok

## Fotogalerie

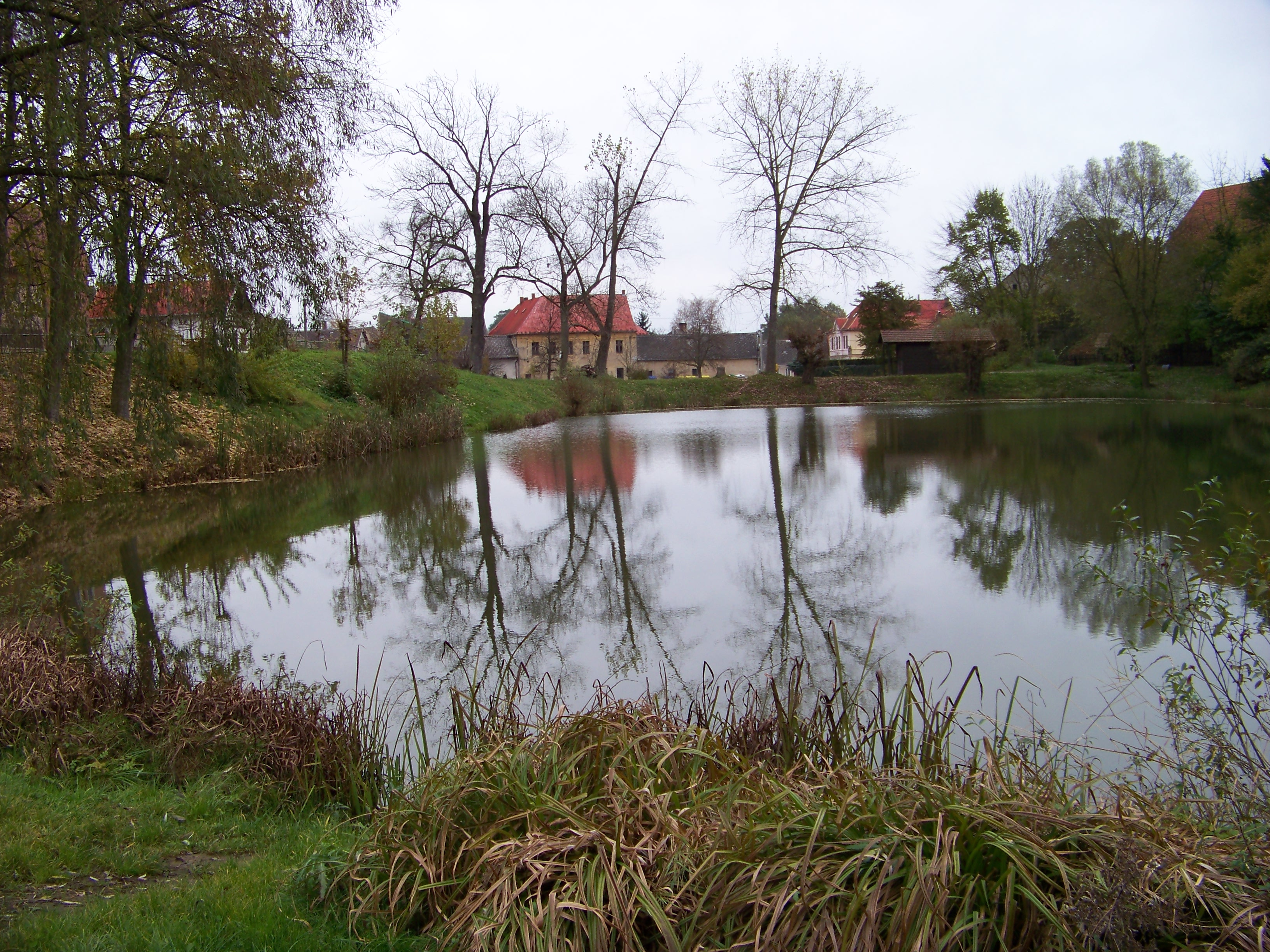
Rybník Jezero ve Mšeně
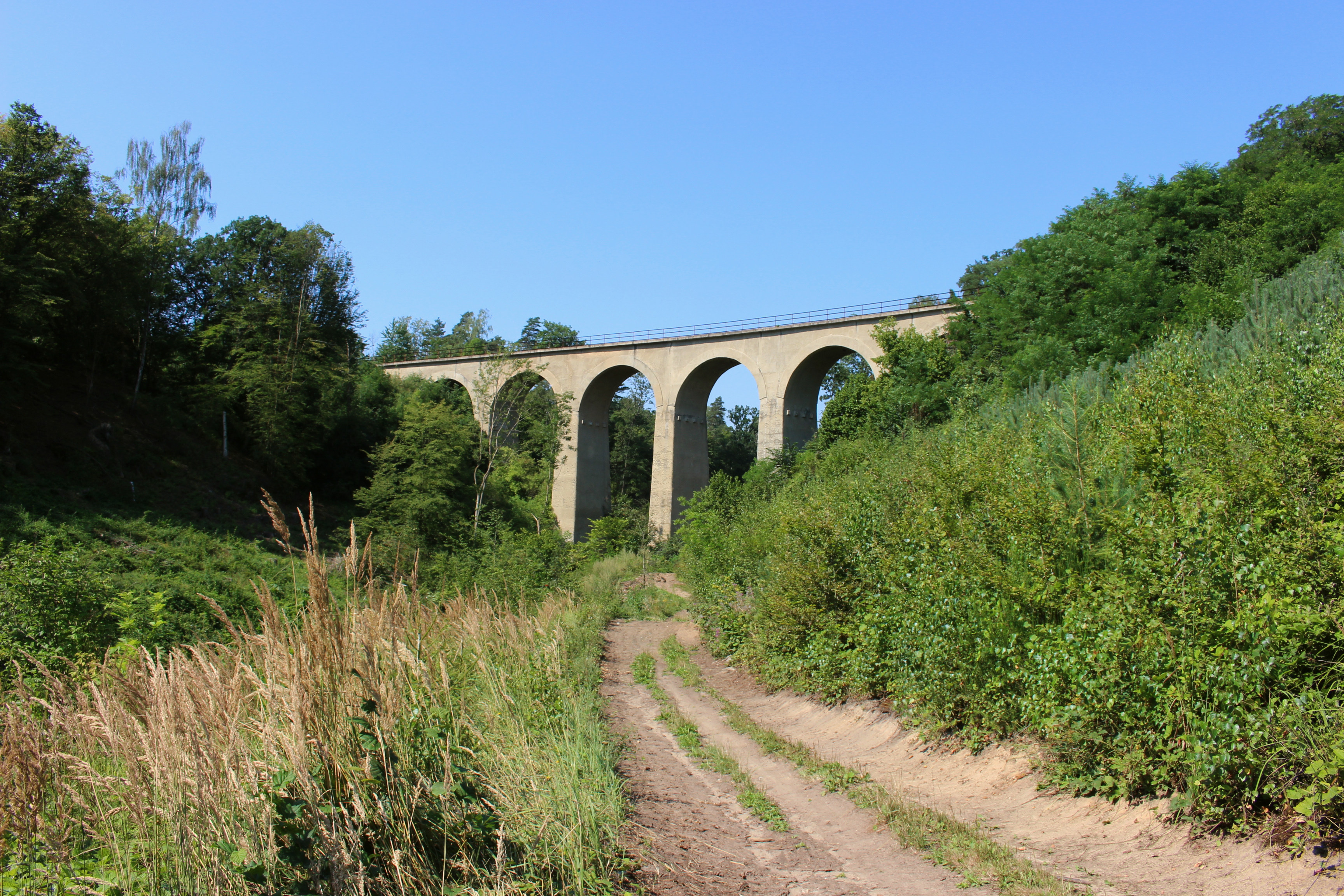
Údolí potoka u Mšena s viaduktem trati 076
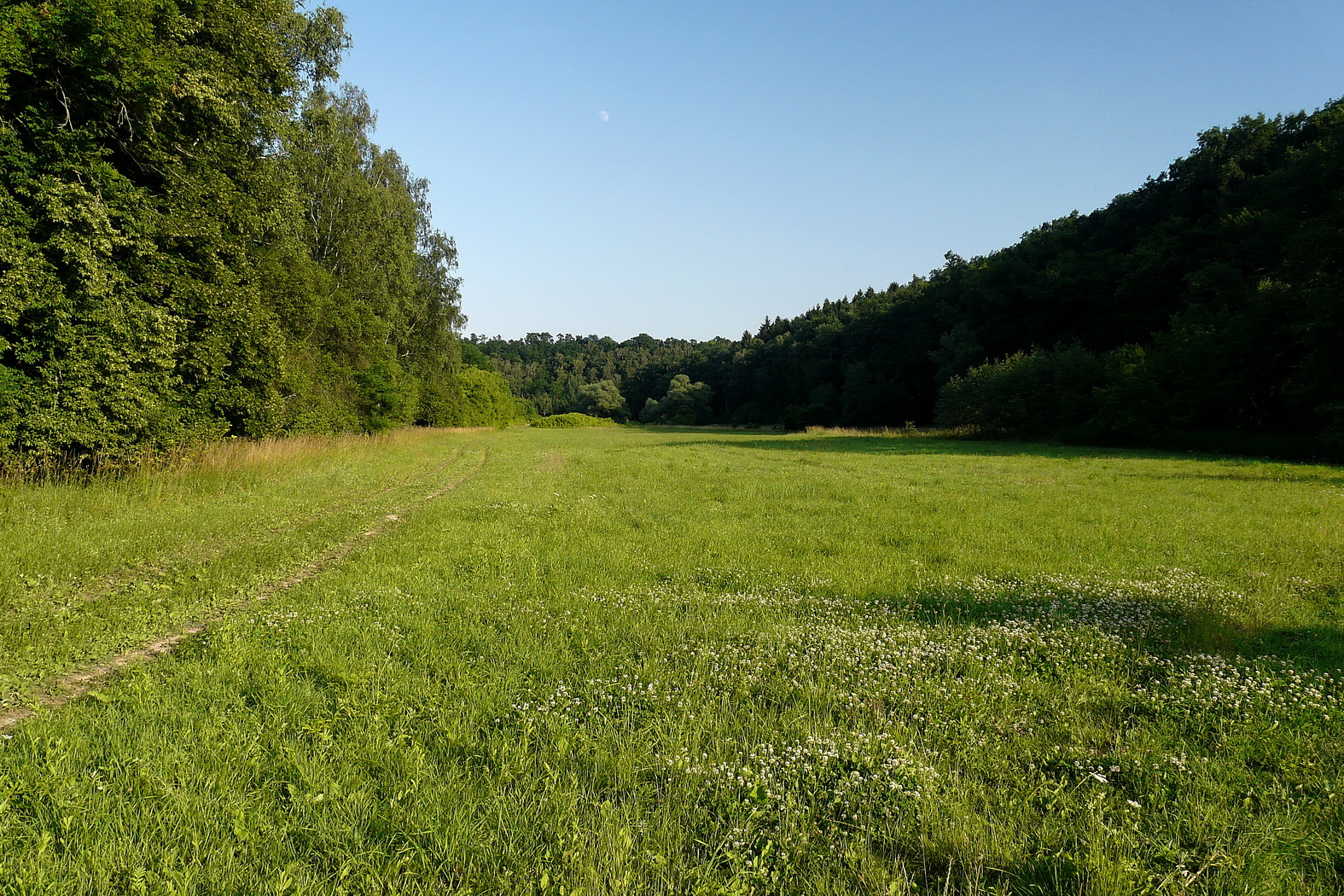
Niva potoka u Sovínek
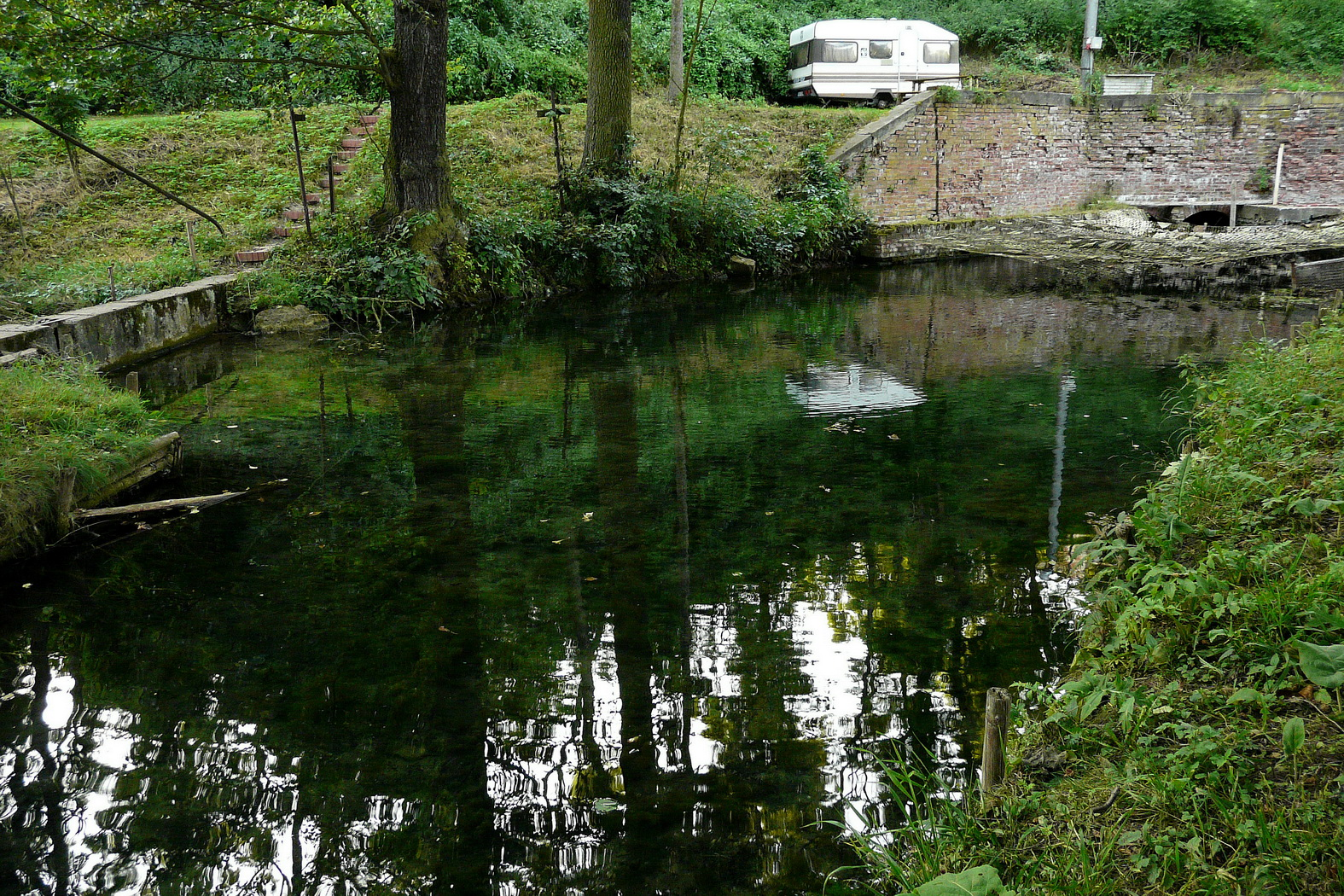
Pramenná nádrž u Kropáčovy Vrutice
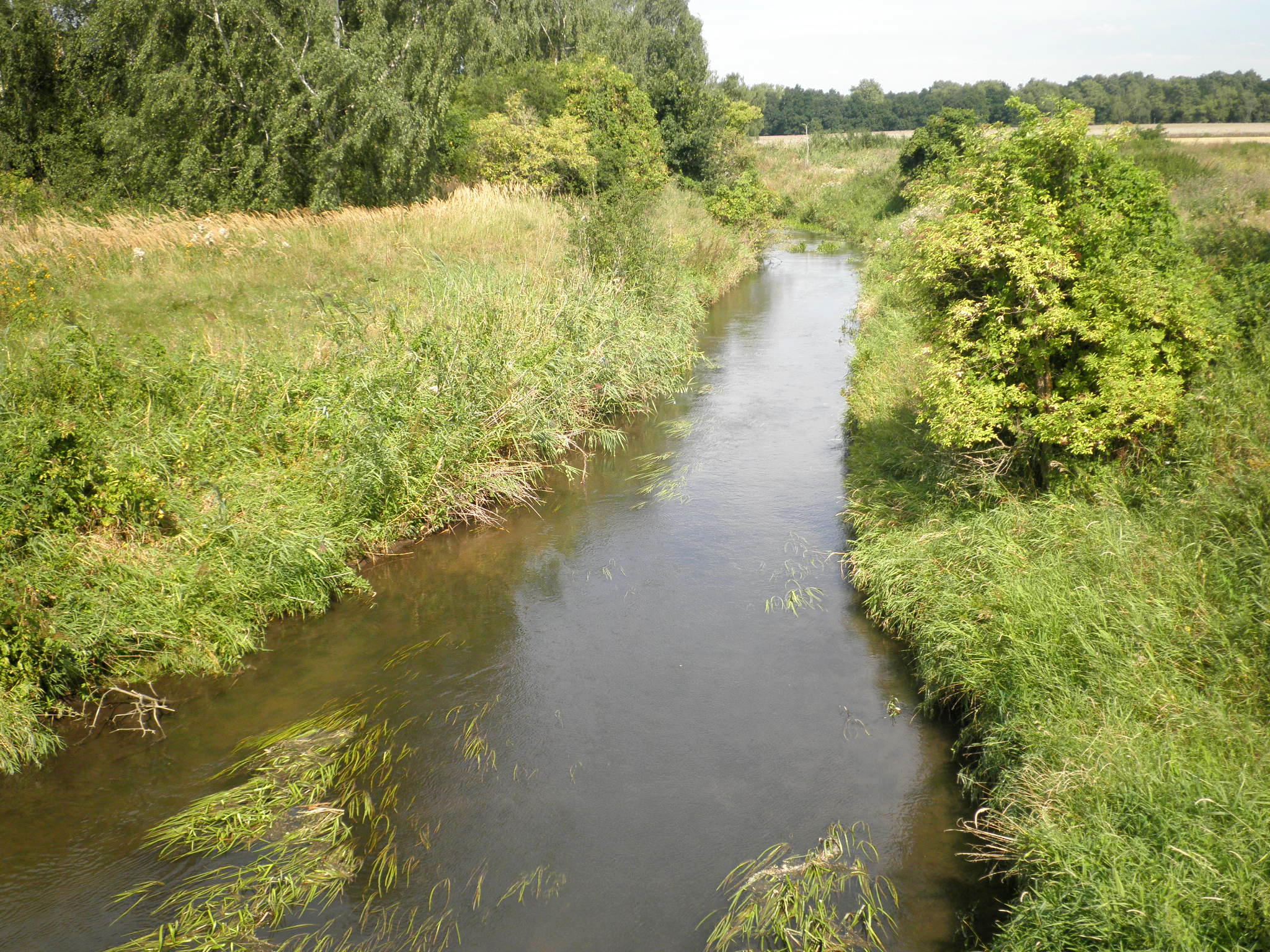
Potok těsně před ústím do Labe
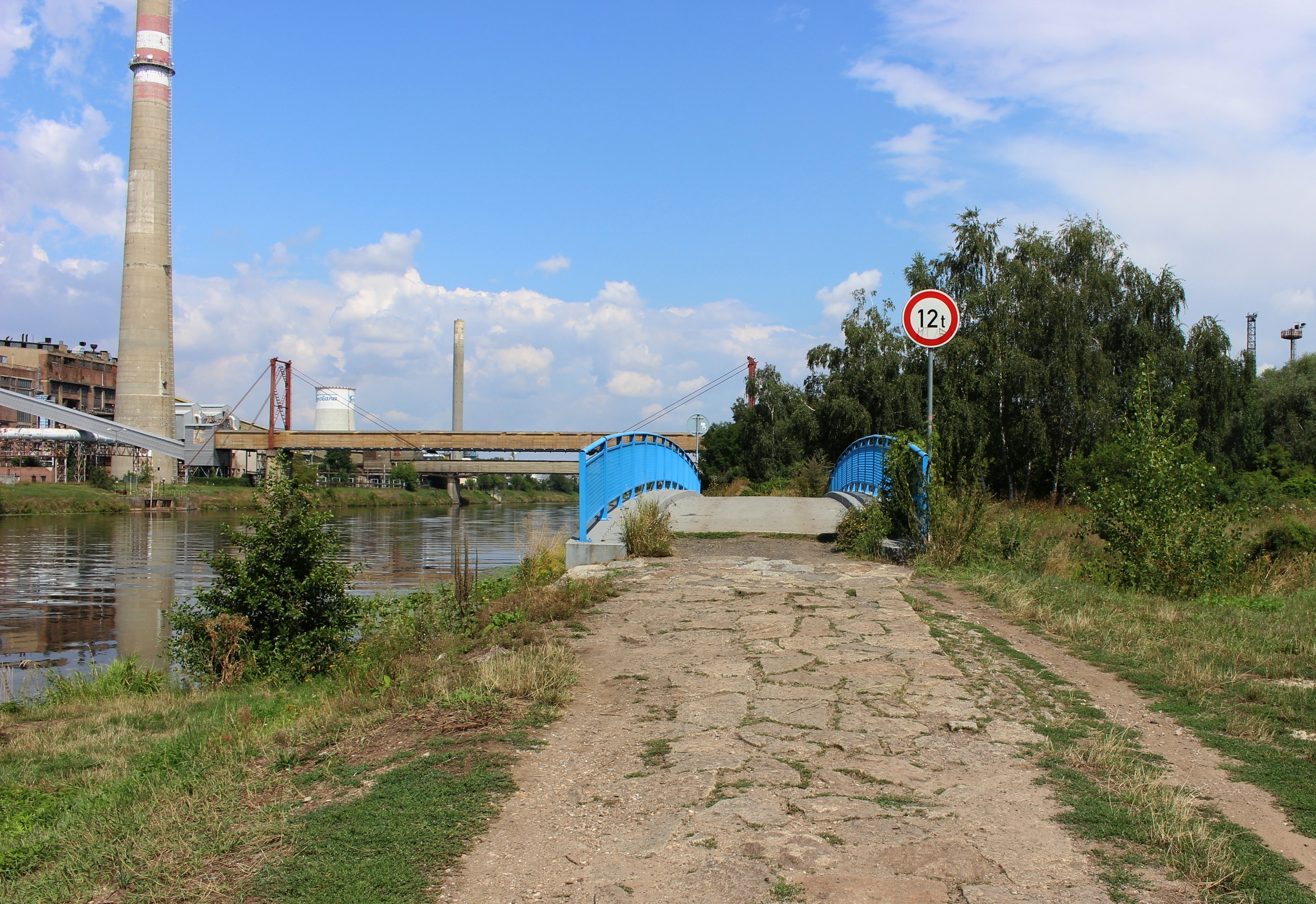
Lávka přes ústí do Labe, v pozadí Spolana